# Église Saint-Martin de Chaourse
L'église Saint-Martin de Chaourse est une église fortifiée qui se dresse sur la commune de Chaourse dans le département de l'Aisne en région Hauts-de-France.
L'église fait l'objet d'un classement au titre des monuments historiques par arrêté du 4 janvier 1921.

## Situation
L'église Saint-Martin de Chaourse est située dans le département français de l'Aisne sur la commune de Chaourse.

## Histoire
En 1365, par édit royal, les habitants reçoivent l'autorisation d'entourer l'église d'un mur de défense.
L'abbaye de Saint-Denis recevait la dîme dans la paroisse de Chaourse et avait le droit de patronage de la cure (possibilité de présenter à l'évêque, pour qu'il l'ordonne, le desservant d'une église) dont le produit en 1768 s'élevait à 600 livres. L'abbé de Saint-Denis avait aussi le patronage de la chapelle de Saint-Nicolas qui était fondée dans l'église de Chaourse et qui avait 172 livres de revenus en 1768.

## Description
Église du XIIIe siècle ; abside circulaire ; fenêtres ogivales divisées en deux et trois parties, par d'élégantes colonnettes ; porte latérale ornée de sculptures aujourd'hui mutilées. Clocher élevé et percé de meurtrières ; carrelage du chœur d'une rare beauté, provenant de la Chartreuse du Val-Saint-Pierre ; Maître-autel en marbre, avec dôme soutenu par six colonnes au-dessus d'un tabernacle prismatique tournant pouvant présenter trois faces. L'autel est de 1745, et le tabernacle de 1788.
La façade de l'église est flanquée de deux tourelles d'angles circulaires.

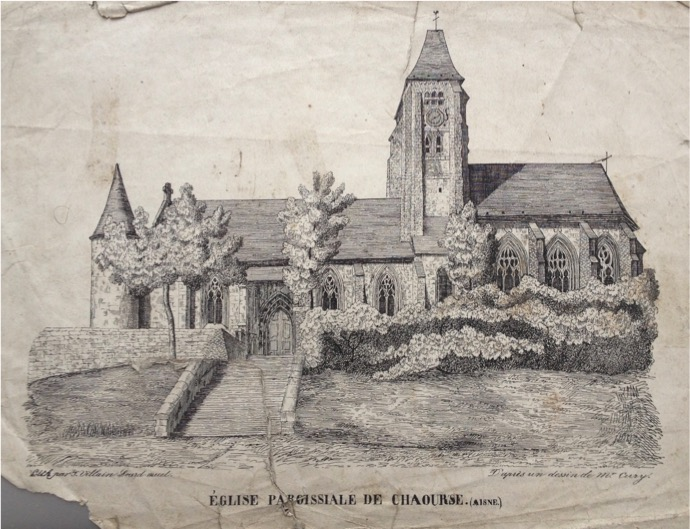
Cette lithographie de l'église paroissiale de Chaourse a été réalisée entre 1818 et 1852 par Jean-François Villain, "d'après un dessin de M. Cury".

### Galerie: extérieur de l'église

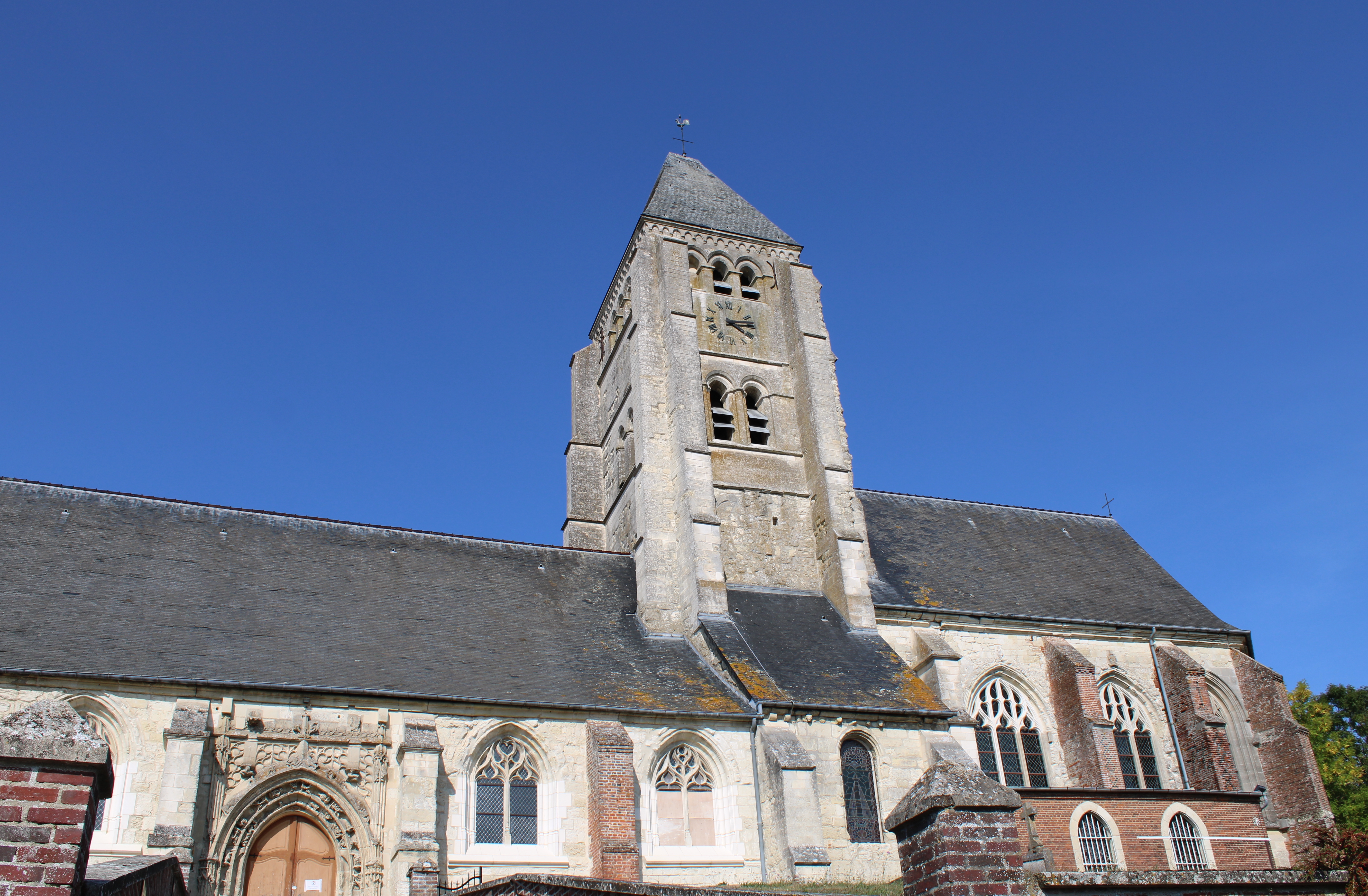
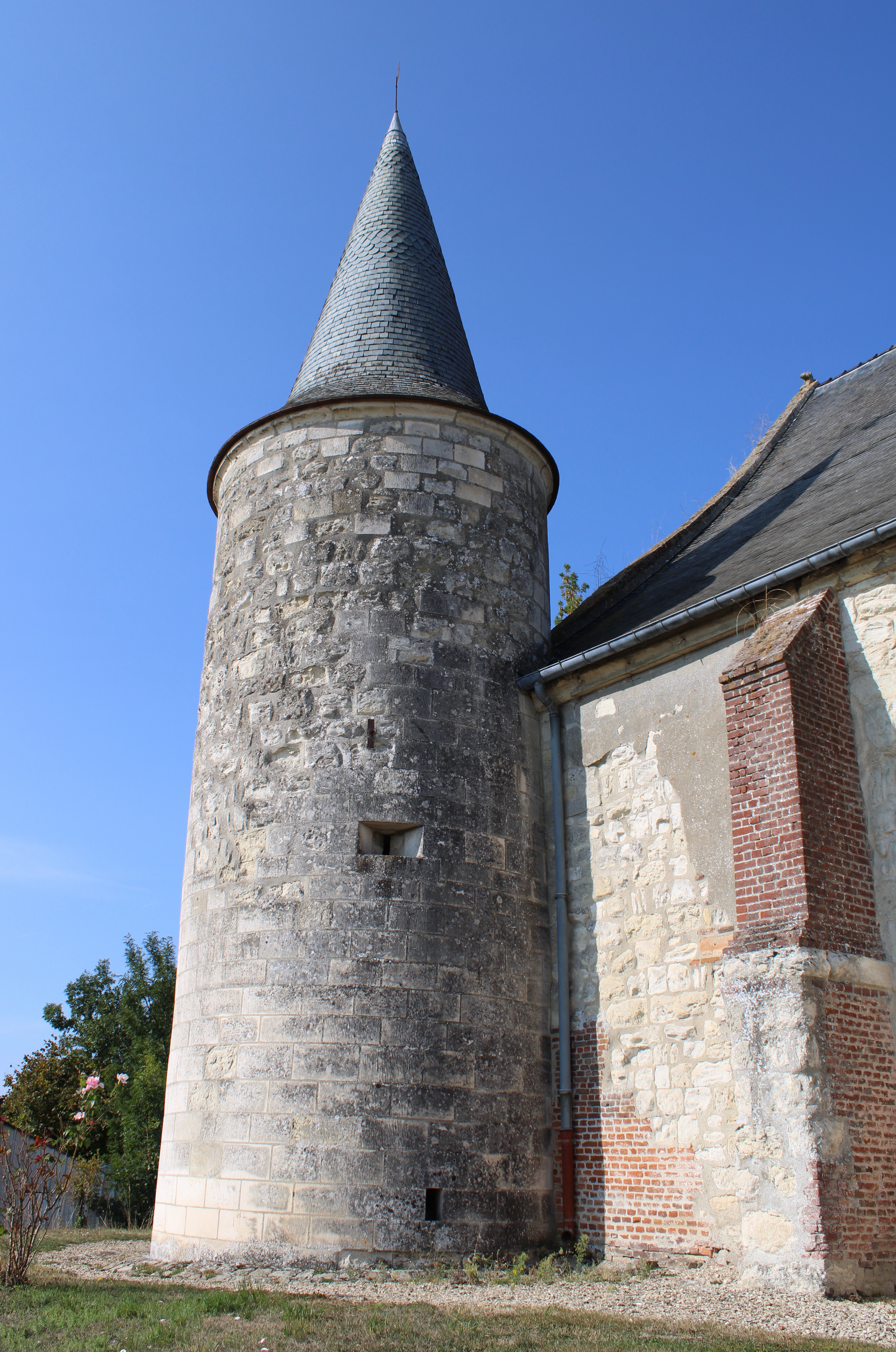
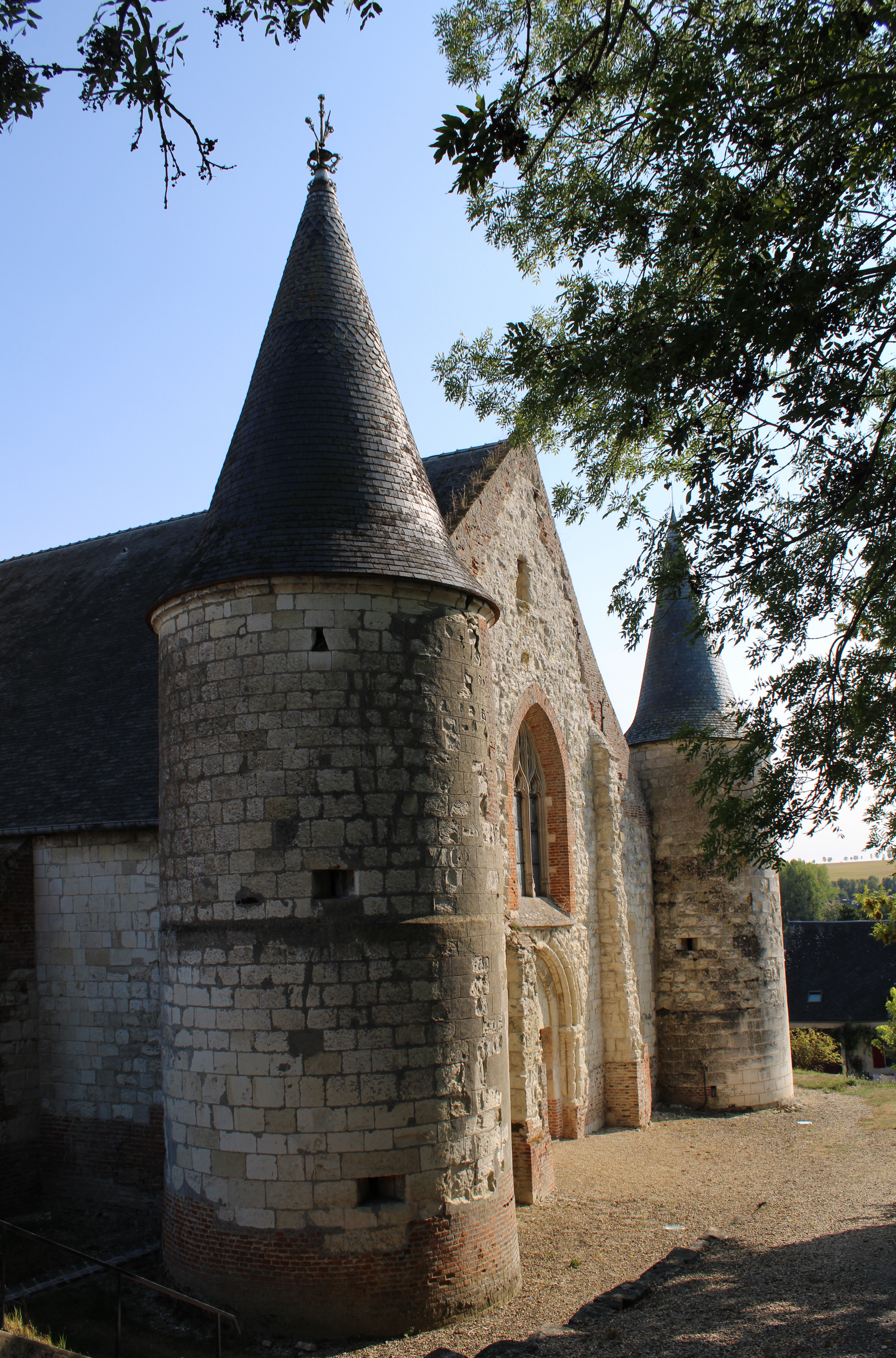
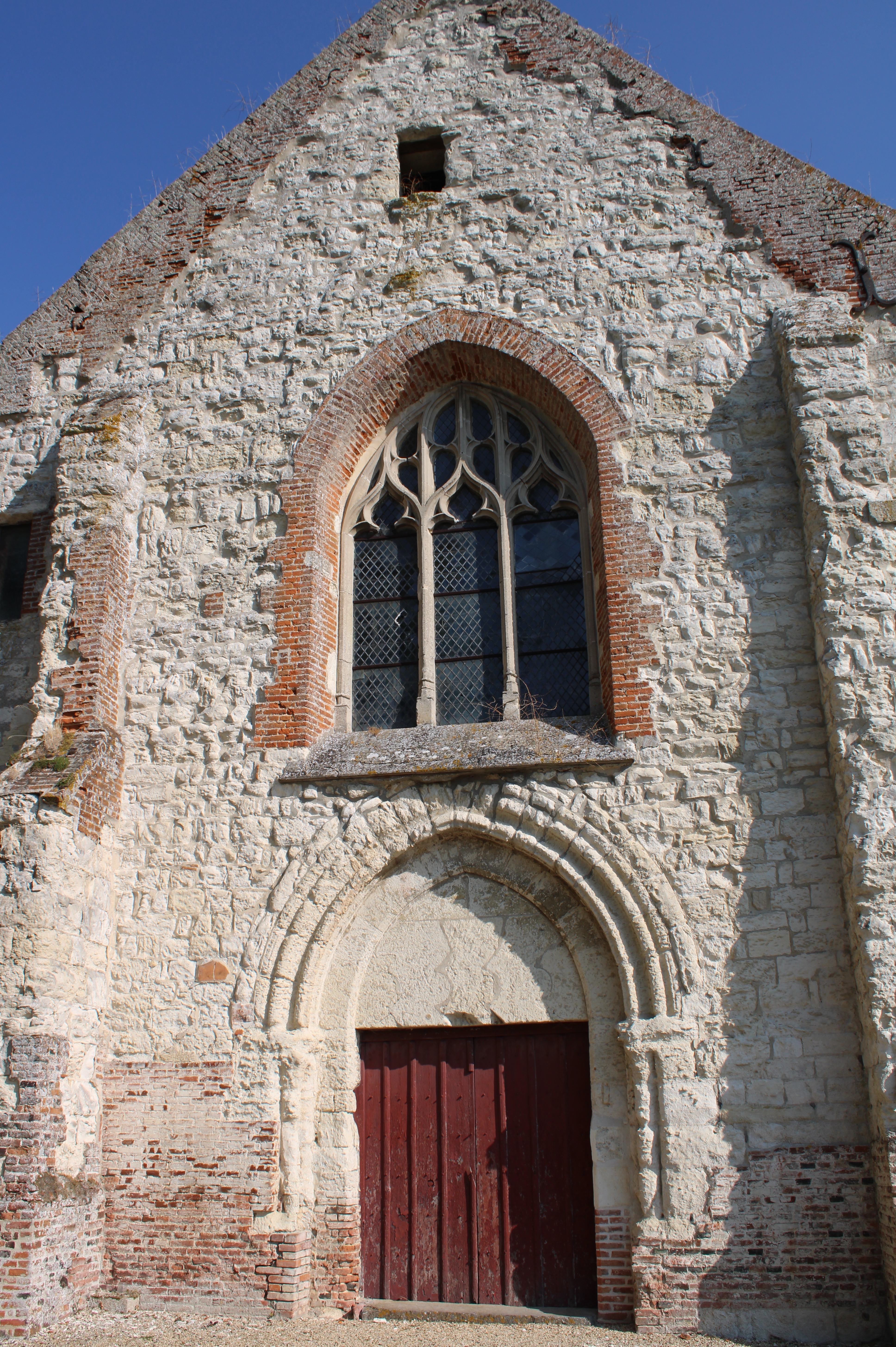
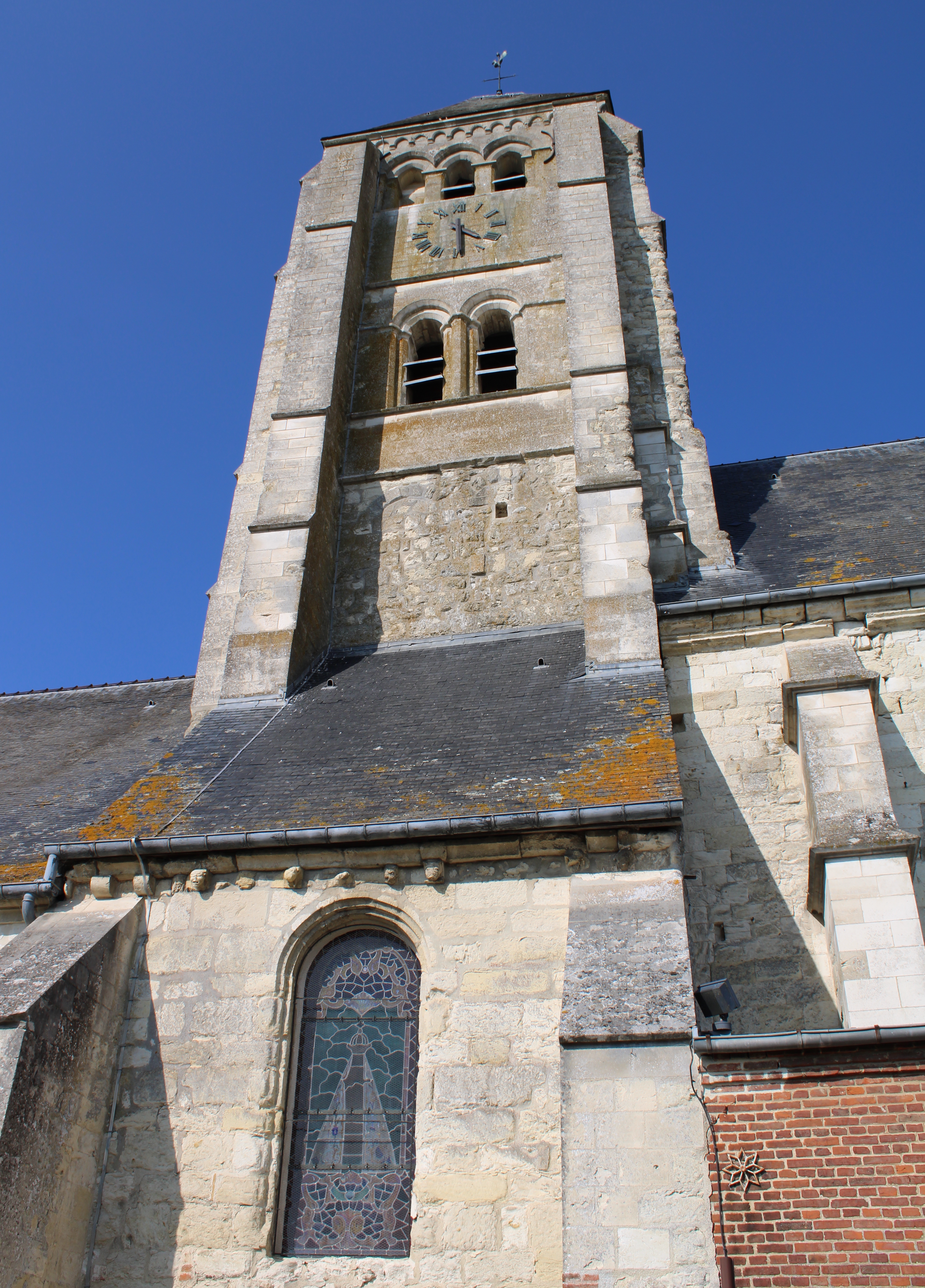
Le donjon carré central date du IXe siècle.
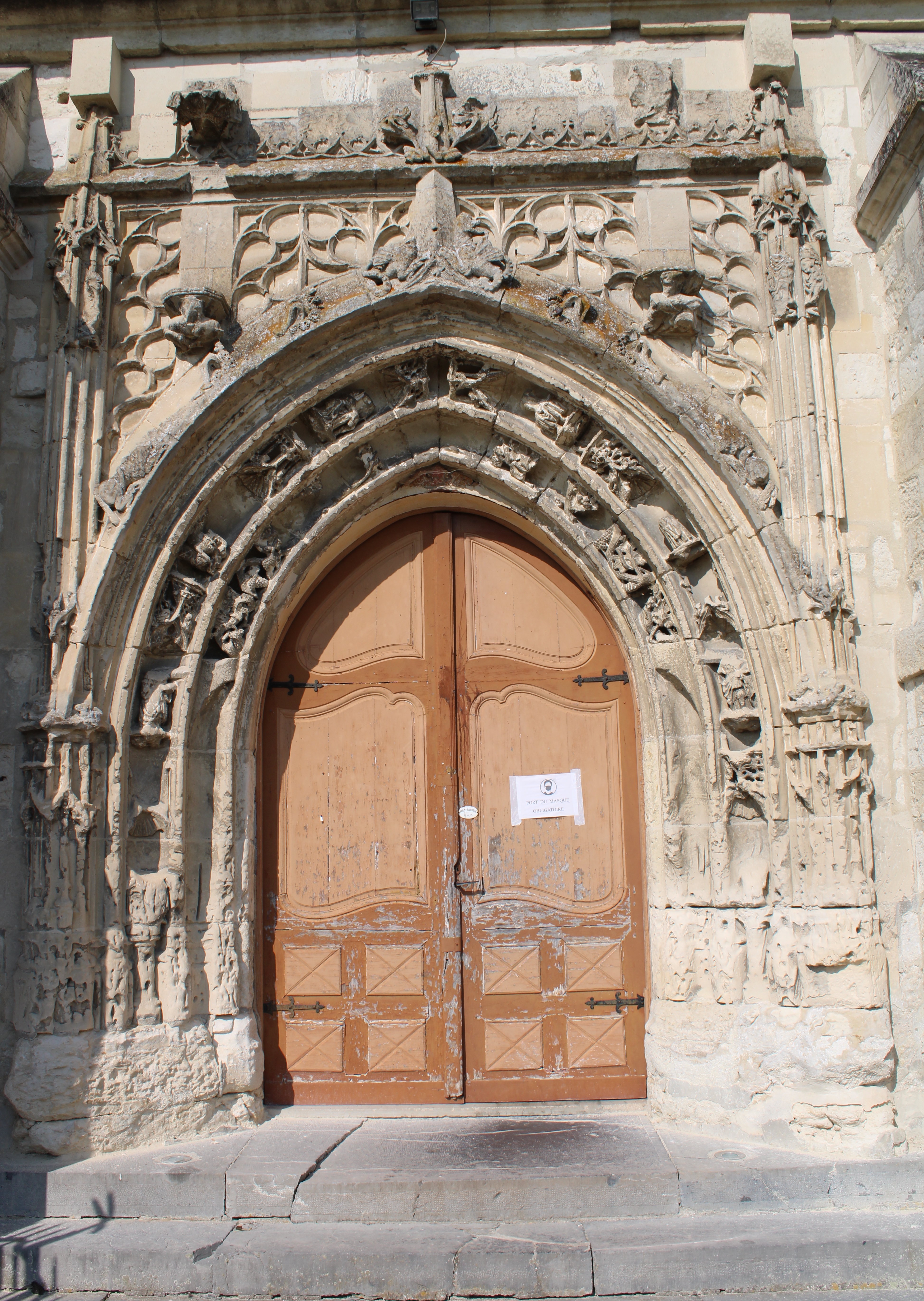
Vue du porche latéral.

### Galerie: intérieur de l'église

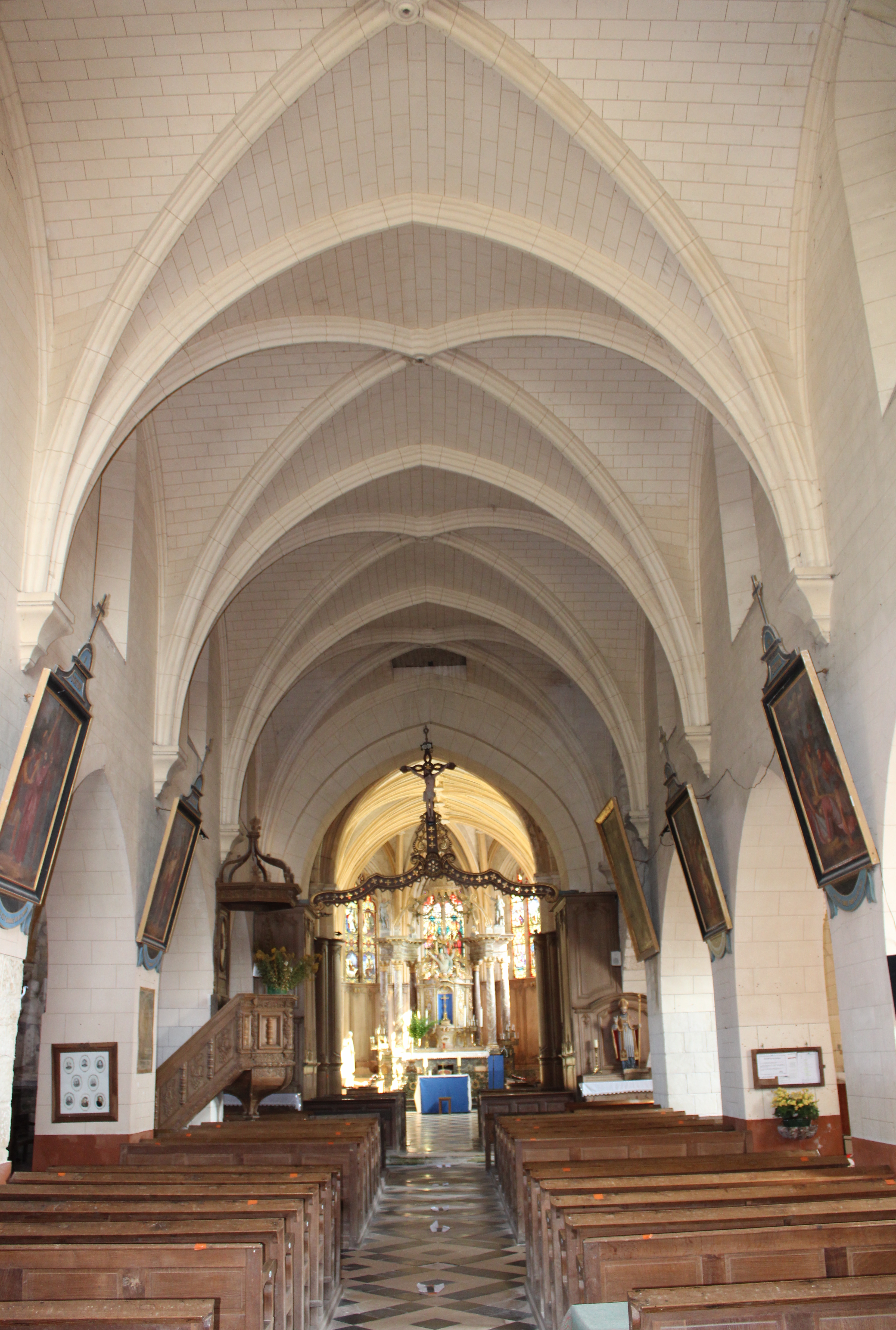
Vue de la nef.
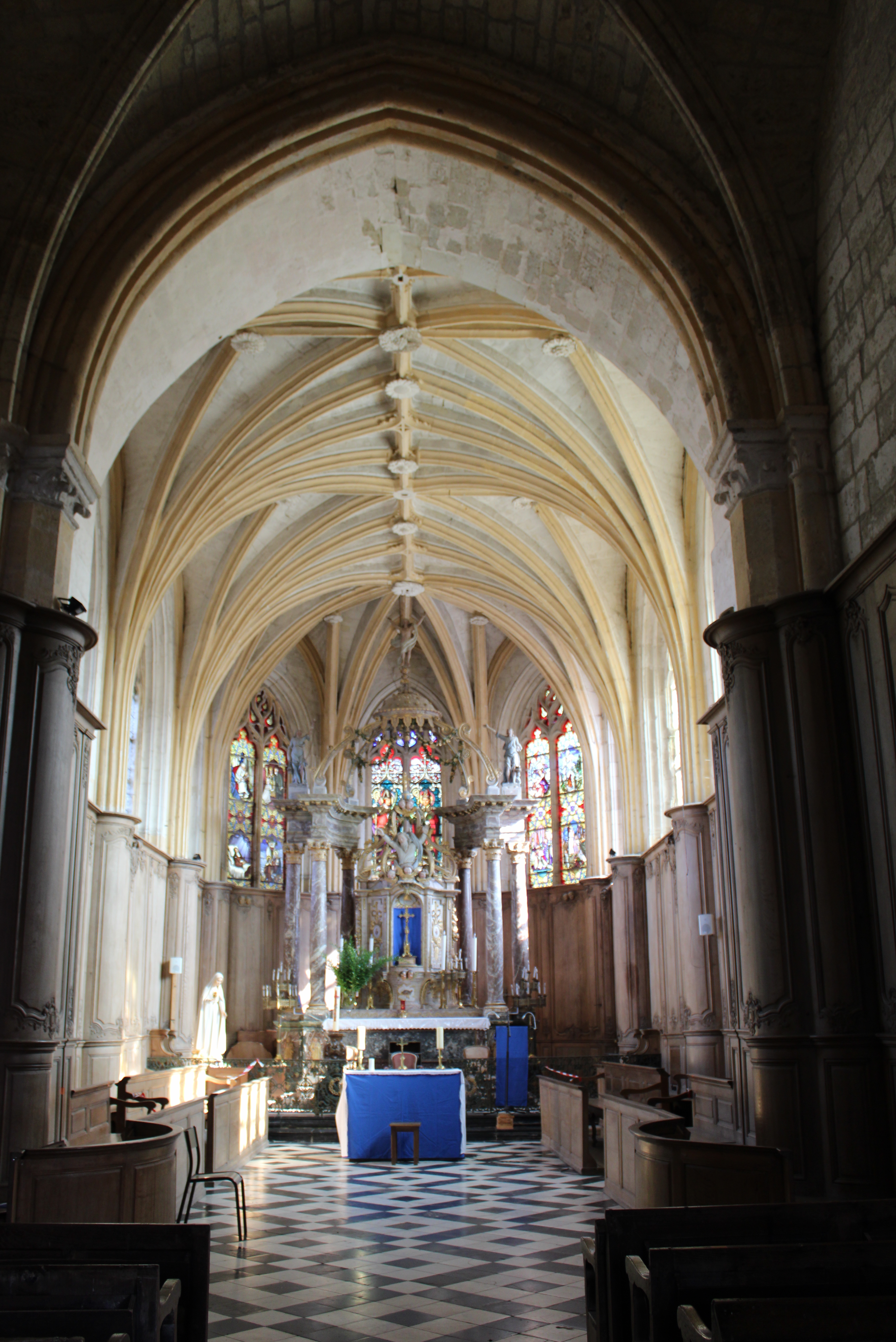
Vue du chœur.
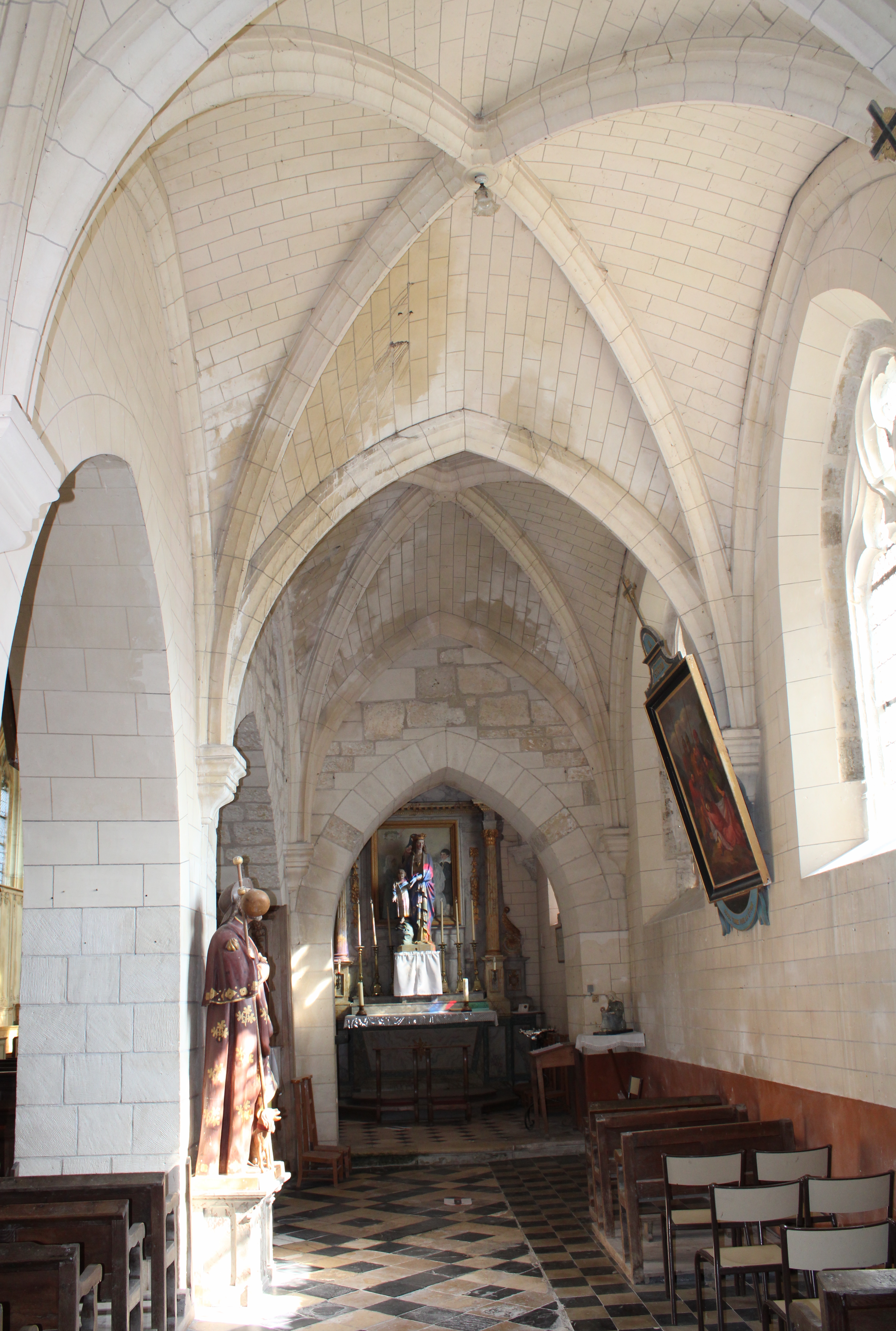
Vue du bas-côté sud.
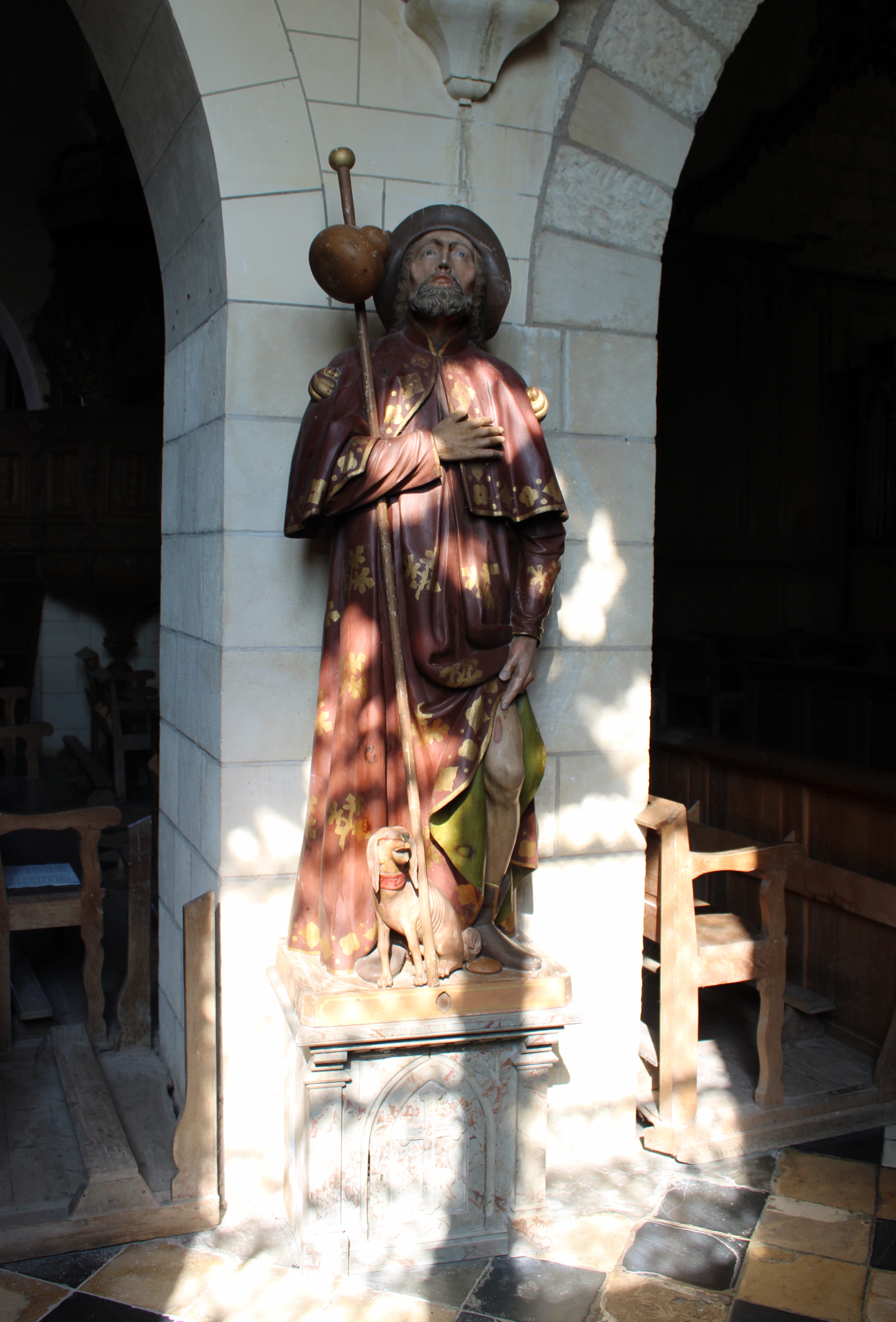
Statue de saint Roch et de son chien.
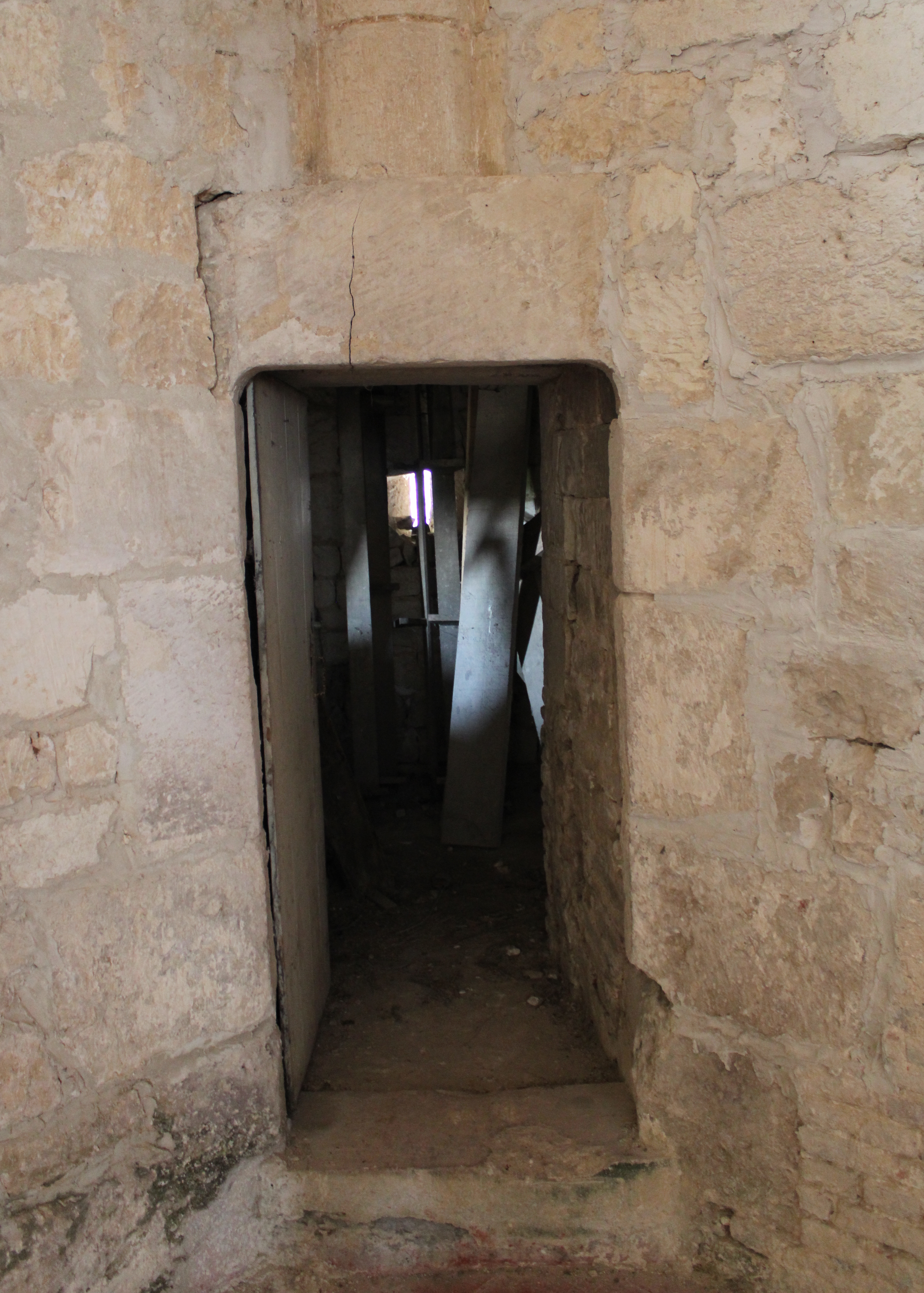
Porte d'accès à la tour nord.
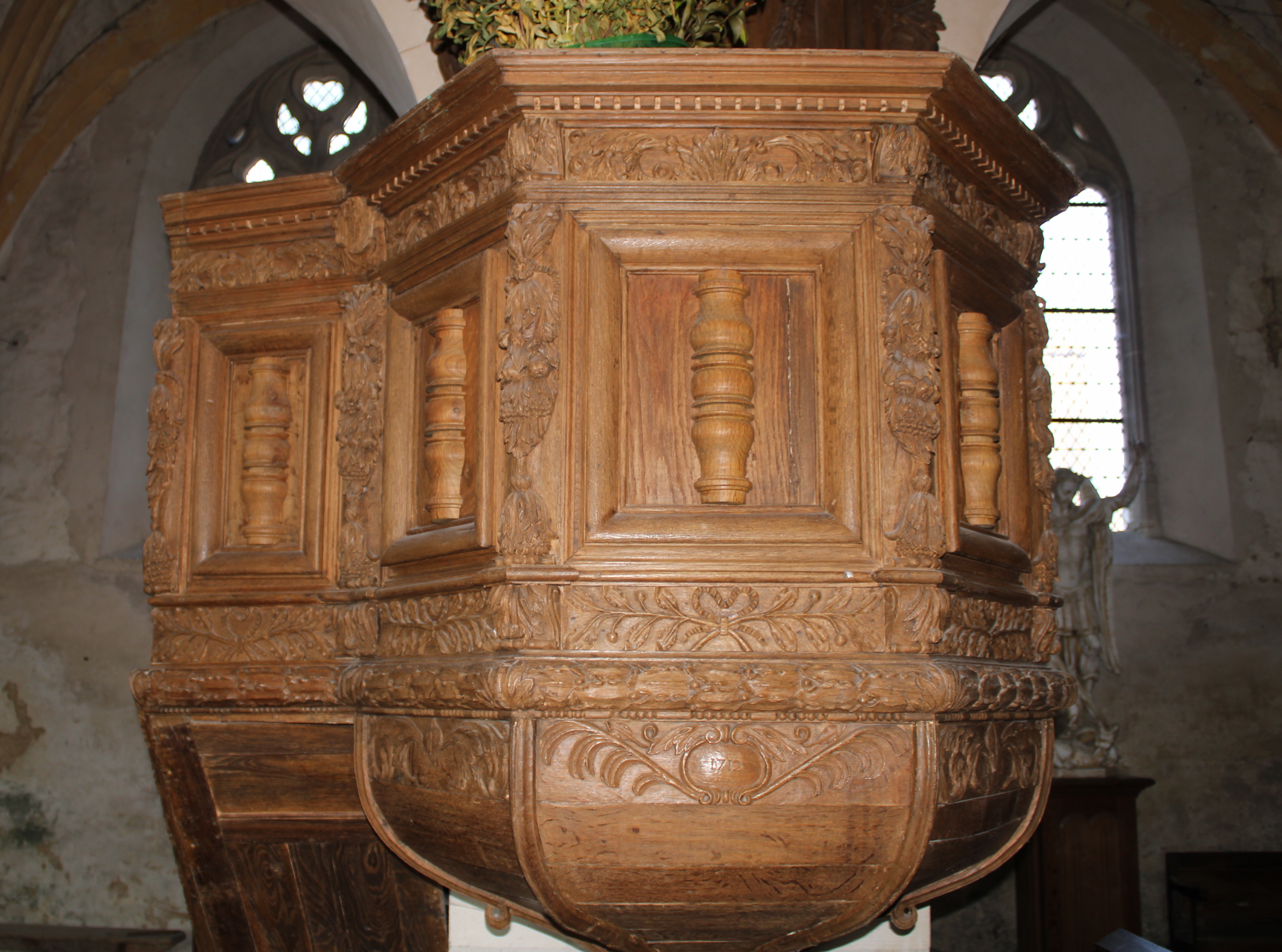
La chaire en bois sculpté datée de 1712.
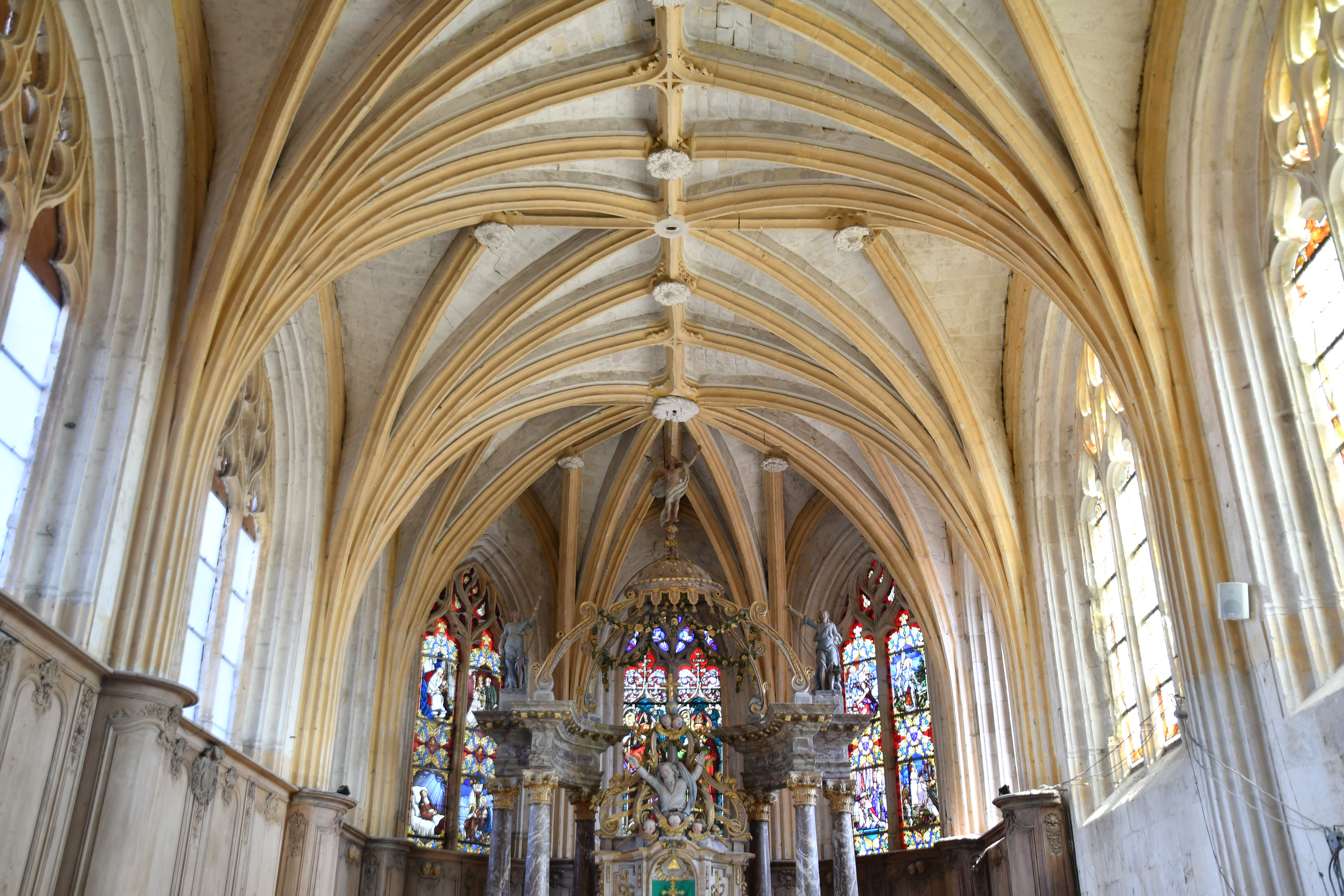
Verres et plafond du chœur.
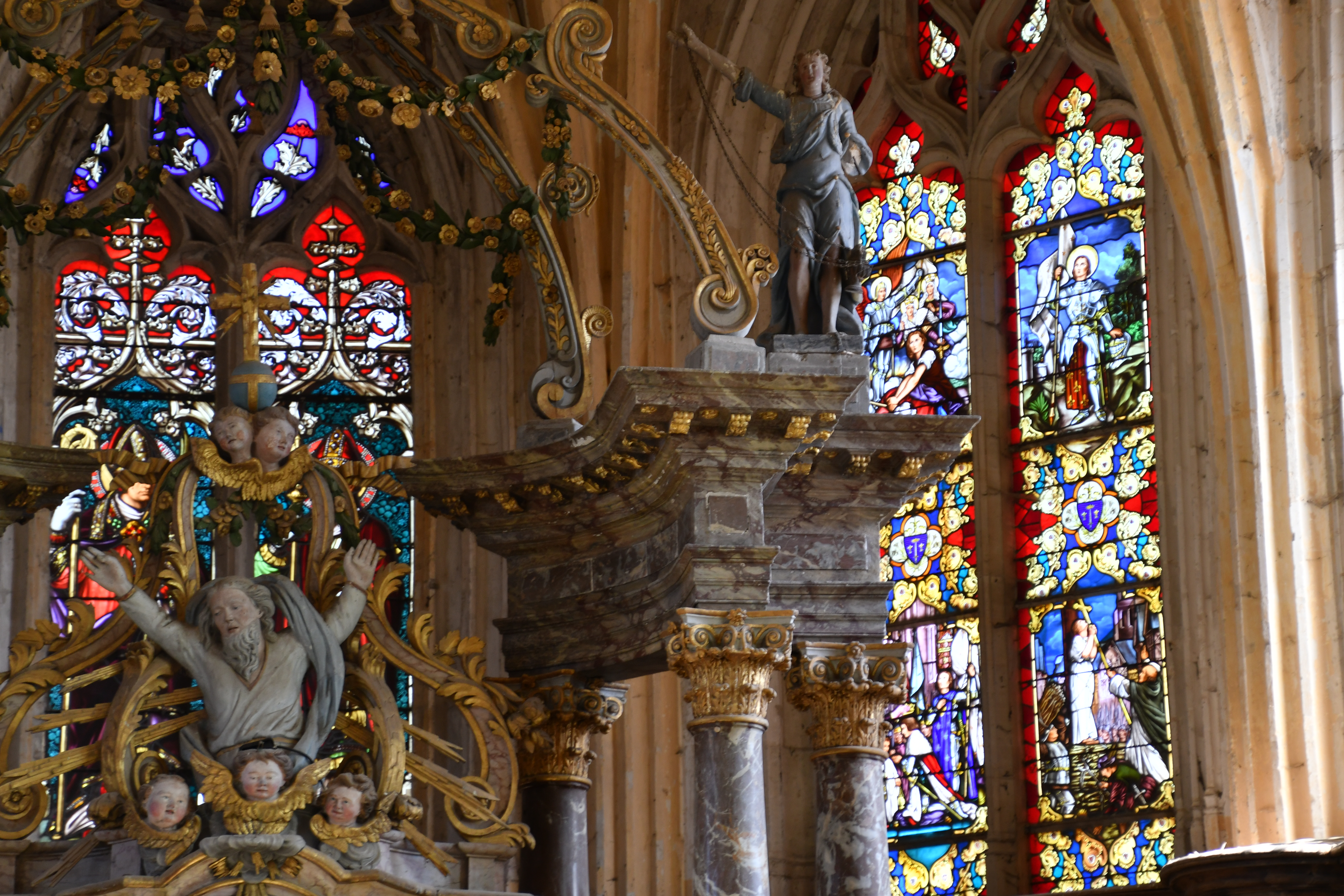
Détail du maître autel.